# Colour me pop
『colour me pop』（カラー・ミー・ポップ）は、1991年12月21日に発売されたフリッパーズ・ギターのベスト・アルバム。

## 解説
フリッパーズ・ギターの解散後に、マイク・オールウェイが監修したベスト&レアトラック集。
本アルバムリリース時点では「FRIENDS AGAIN」、「Love Train」、「Slide」、「GROOVE TUBE Pt.2」、「Love and Dreams are Back」、「CLOUDY (IS MY SUNNY MOOD)」、「Big Bad Disco」はオリジナルアルバム未収録。
「Camera! Camera! Camera!」はアルバム『CAMERA TALK』収録のものとはアレンジが異なるシングルにのみ収録の“Guitar Pop Version”で収録された。
また、ライブ・ヴァージョンの「Young, Alive, In Love」と「Cool Spy On a Hot Car」は、後にライブ・アルバム『on PLEASURE BENT』にも収録されるが、ミックスが異なる。

## 収録曲
1. Hello/ハロー／いとこの来る日曜日
作詞:小沢健二、作曲: 小山田圭吾
2. Coffee-milk CRAZY/コーヒーミルク・クレイジー
作詞:小沢健二、作曲: 小山田圭吾
3. EXOTIC LOLLIPOP (And Other Red Roses)/奇妙なロリポップ
作詞:小沢健二、作曲: 小山田圭吾/小沢健二
4. FRIENDS AGAIN/フレンズ・アゲイン　※long version
作詞・作曲: Double K.O. Corp.（実際の作詞・作曲：小沢健二[3]。）
5. Camera! Camera! Camera!/カメラ!カメラ!カメラ!（Guitar Pop Version）
作詞・作曲: Double K.O. Corp.（実際の作詞・作曲：小沢健二[3]）
6. Summer Beauty 1990/ラテンでレッツ・ラヴまたは1990サマー・ビューティー計画
作詞・作曲: Double K.O. Corp.（実際の作詞：小沢健二、作曲:小山田圭吾[3]）
7. Southbound Excursion/南へ急ごう
作曲: Double K.O. Corp.
8. Young, Alive, In Love/恋とマシンガン（Live）
作詞・作曲: Double K.O. Corp.（実際の作詞・作曲：小沢健二[3]）
9. Love Train/ラヴ・トレイン
作詞・作曲: Double K.O. Corp.（実際の作詞：小沢健二、作曲:小山田圭吾[3]）
10. Cool Spy On a Hot Car/クールなスパイでぶっとばせ（Live）
作曲: Double K.O. Corp.。後に発売されたライブ・アルバム「on PLEASURE BENT」とは、別ミックス。
11. Slide/スライド
作詞・作曲: Double K.O. Corp.（実際の作詞：小沢健二、作曲:共作(小山田圭吾/小沢健二)[3]）
12. GROOVE TUBE Pt.2/グルーヴ・チューブ・パート2
作詞・作曲: Double K.O. Corp.（実際の作詞：小沢健二、作曲:共作(小山田圭吾/小沢健二)[3]）
13. Love and Dreams are Back/ラヴ・アンド・ドリームふたたび
作詞・作曲: Double K.O. Corp.（実際の作詞：小沢健二、作曲:共作(小山田圭吾/小沢健二)[3]）
14. CLOUDY (IS MY SUNNY MOOD)/クラウディー
作詞・作曲: Double K.O. Corp.（実際の作詞：小沢健二、作曲:共作(小山田圭吾/小沢健二)[3]）
15. Big Bad Disco (smaller) リミックス・ショート・バージョン
16. THE WORLD TOWER/世界塔よ永遠に　※配信版では削除されている
作詞・作曲: Double K.O. Corp.（実際の作詞：小沢健二、作曲:共作(小山田圭吾/小沢健二)[3]）